# Eiertanz

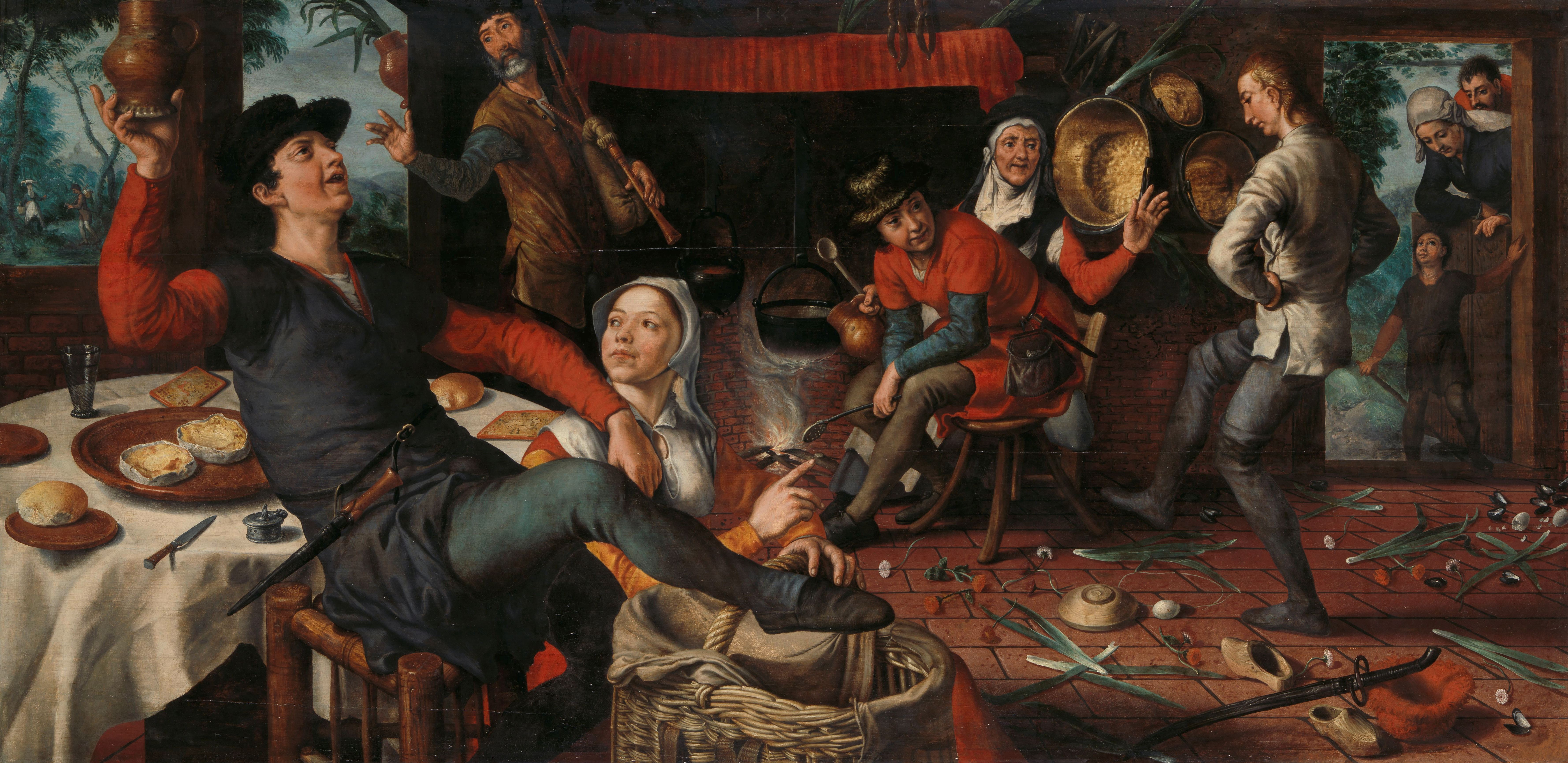
Pieter Aertsen, Der Eiertanz (1552)

Das Wort Eiertanz  wird heutzutage zumeist in der Redewendung „einen Eiertanz aufführen/vollführen“ verwendet, was so viel heißt wie sehr vorsichtig oder/und kompliziert vorgehen, um etwas (z. B. „um den heißen Brei“, um ein Problem etc.) herumreden, den Kern einer Sache umgehen, vermeiden. Der Duden definiert Eiertanz als umgangssprachlich für „sehr vorsichtiges, gewundenes Verhalten, Taktieren in einer heiklen Situation“, ursprünglich wurde damit ein „kunstvoller Tanz zwischen ausgelegten Eiern“ bezeichnet.

## Begriffsgeschichte
Der erste Beleg des Wortes findet sich 1795 in Johann Wolfgang von Goethes Wilhelm Meisters Lehrjahre, in dem Mignon mit verbundenen Augen zwischen auf dem Boden ausgelegten Eiern tanzt. Pierer’s Universal-Lexikon von 1858 beschreibt diesen Tanz als eine „Kunstleistung von Seiltänzern u. ähnlichen Artisten, indem sie mit verbundenen Augen zwischen, in Distanzen gelegten Eiern tanzen, od. wohl auch, nachdem sie solche mit den Füßen verrückt haben, groteske Tänze ausführen, ohne eins derselben zu berühren.“
Gegenwärtig werden häufig ähnliche Begriffe wie „Herumeiern“ und „Herumgeeiere“ verwendet, womit ein Herumwinden bzw. inkonsequentes Taktieren in schwierigen, komplexen Situationen gemeint ist. Der Ausdruck German Eiertanz floss laut der Nachrichtenagentur Bloomberg 2011 als Lehnwort in den englischen Wortschatz ein, um die zögerliche Haltung Deutschlands in der Eurokrise zu umschreiben.